# Amphibious Transport Dock

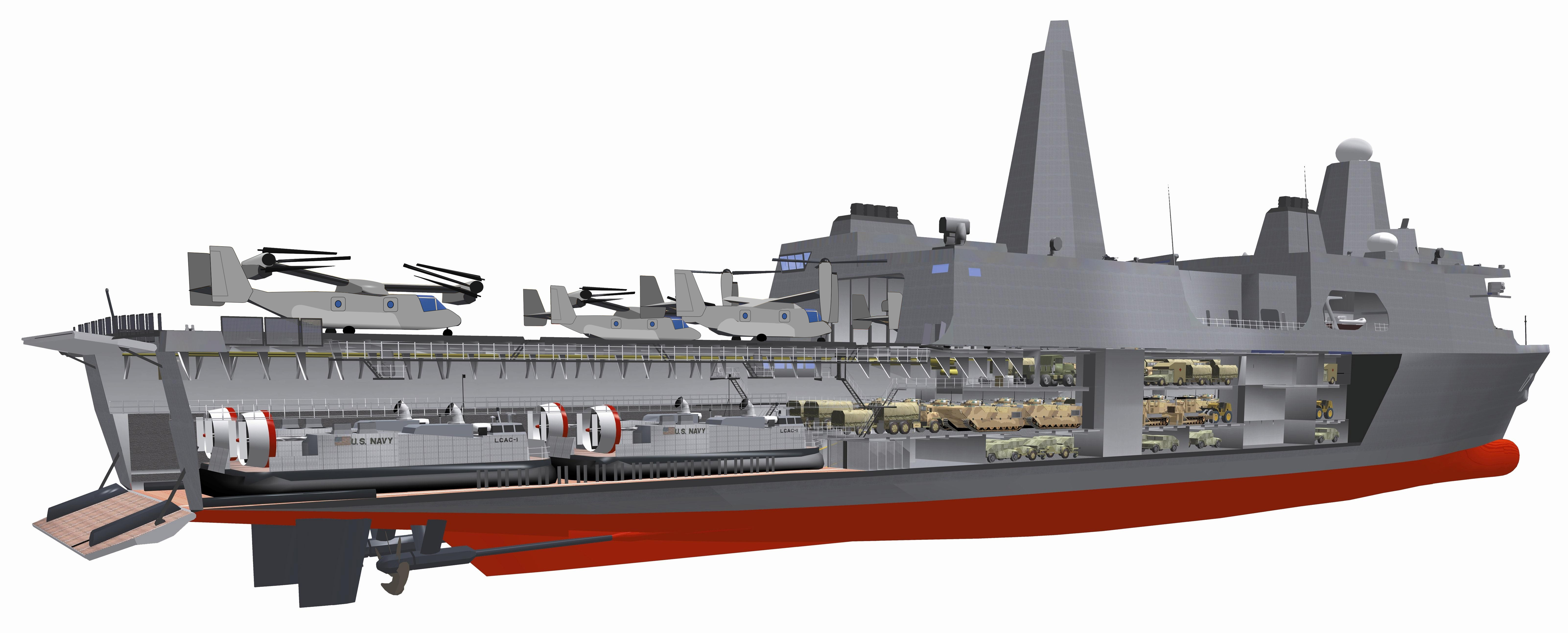
Dieses dreidimensionale Modell einer San Antonio mit geöffnetem Rumpf zeigt eine mögliche interne Zuladung

Amphibious Transport Dock (deutsch amphibisches Transportdock) oder Landing Platform Dock (LPD) ist die Bezeichnung für einen Kriegsschifftyp, der die amphibische Kriegsführung unterstützt. Sie dienen in amphibischen Verbänden wie der Expeditionary Strike Group der United States Navy zusammen mit Docklandungsschiffen (kurz LSD für landing ship, dock) als Lastschiffe. Neben Fahrzeugdecks besitzen diese Schiffe ein Welldeck, das Landungsboote aufnimmt und die Fahrzeuge anlandet sowie eine Hubschrauberplattform und im Unterschied zu LSDs einen Hangar zur wettergeschützten Unterbringung von Fluggeräten.
Heutige Amphibious Transport Docks ersetzen mehrere Generationen von amphibischen Transportschiffen. Neben reinen Frachtern ersetzen sie auch die Panzerlandungsschiffe. Die US Navy stellte 1960 mit der Raleigh-Klasse die ersten LPD in Dienst und etwas später die Austin-Klasse. 1965, parallel zu den Austins, stellte die Royal Navy mit der Fearless-Klasse ihrerseits LPD in Dienst; kurz darauf folgte die französische Marine mit der Ouragan-Klasse.
Moderne LPD sind die ab 1988 gemeinschaftlich entwickelte Rotterdam-Klasse der niederländischen Koninklijke Marine und Galicia-Klasse der spanischen Armada, weiterhin die San-Giorgio-Klasse der italienischen Marina Militare, die französische Foudre-Klasse sowie die britische Albion-Klasse und die ab 1996 gebauten Schiffe der amerikanischen San-Antonio-Klasse.